# طوبا الزنغرية

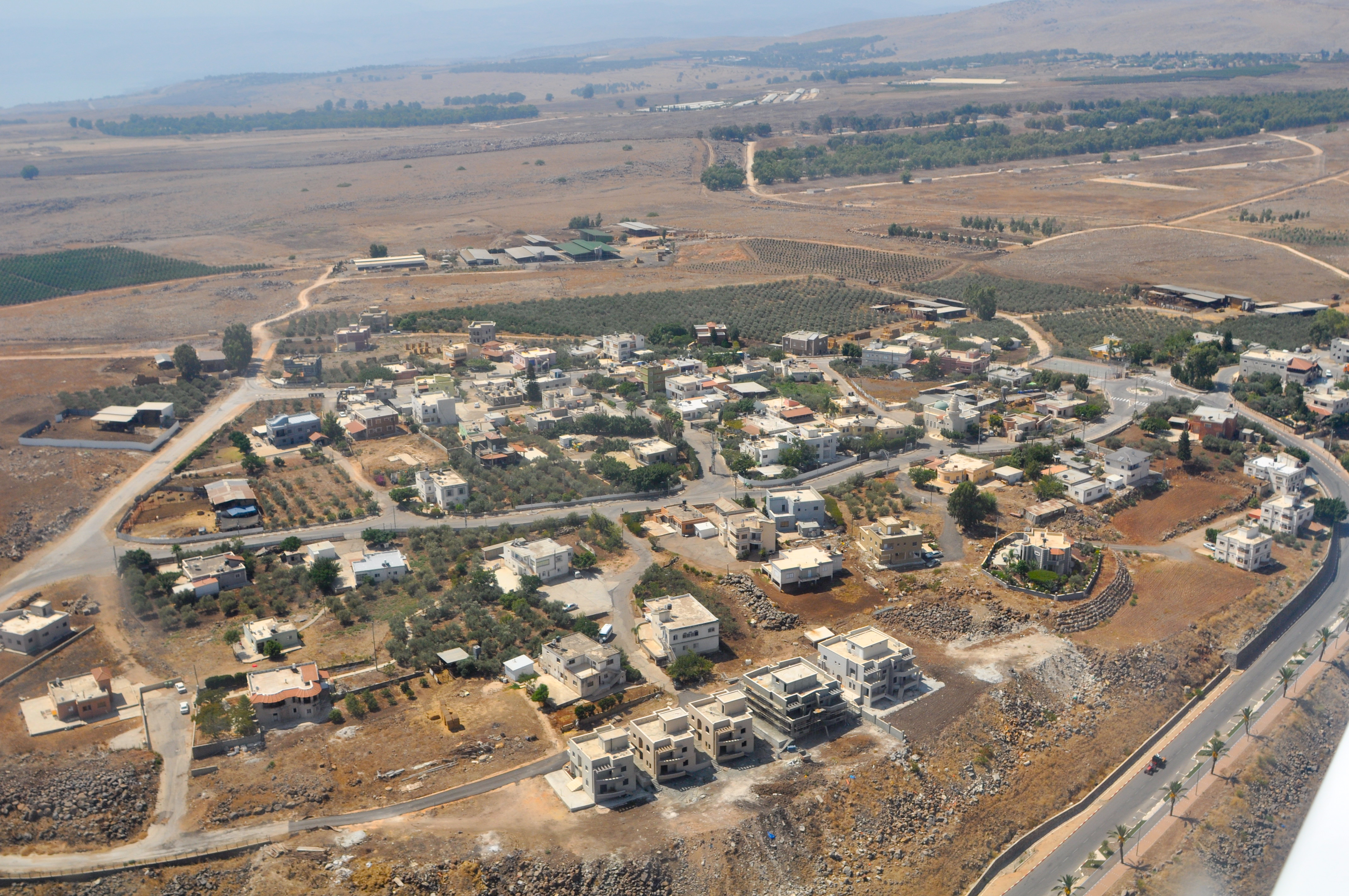
منظر عام لطوبا الزنغرية

طوبا الزنغرية (بالإنجليزية: Tuba-Zangaria)‏ (بالعبرية: טובא-זנגריה) هي قرية عربية تقع شمال شرق طبريا، في المنطقة الشمالية في إسرائيل اليوم فلسطين المحتلة ، وهي مسماة نسبة لعشائر الزنغرية والهيب التي سكنت منطقة عين طوبا واستقرت فيها عام 1903.
وتبلغ مساحتها 3.71 كم مربع.
وعدد اعضاء المرشحين للمجلس المحلي تسعة، وبلغت نسبة التصويت في انتخابات السلطات المحلية عام 2018 م 84.0.

## السكان والموقع
تقع قرية طوبا على ضفاف نهر الأردن قرب بحيرة طبريا (تبعد 3 كيلومتر عن نهر الأردن وتبعد و10 كيلومتر عن بحيرة طبريا) سكانها بدو عرب يبلغ عددهم حوالي 7,011 نسمة، عدد الرجال 3,508 والنساء 3,502، ويتميز أهل القرية بالكرم وهم يتنافسون ويتسابقون في إكرام الضيف إذا حل بمجلسهم.

## العمارة
عاش البدو في المنطقة في بيوت الشعر حتى ستينات القرن العشرين، تشهد القرية تغيراً منشوداً، فقد تم تطوير البنية التحتية حيث عبدت الشوارع، وتم توصيل القرية بمشروع الصرف الصحي للحفاظ على بيئة القرية.

## التعليم
يوجد في القرية اربعة مدارس، مدرستان ابتدائي: أ و ب، ومدرسة اعدادية، ومدرسة ثانوية.
وعدد الصفوف الكلي في المدارس هو: 59 صف، حيث في المدرستين الابتدائي عدد الصفوف 34، وفوق ابتدائي 25 صف، بحيث في الاعدادية 14 صف، وفي الثانوية 11 صف.
أما مجموع عدد طلاب المدارس هو 1,280 طالب، فالمدرستين الابتدائي عدد طلابها 706، وعدد طلاب المدرسة الاعدادية هو 319، وعدد طلاب المدرسة الثانوية هو 255 طالب.
اما النسبة العامة للمستحقين لشهادة البجروت هو 30,8.
ومن طلابها يستكملون دراستهم في الكليات والجامعات داخل البلاد مثل :
جامعة حيفا، التخنيون، كلية تل حاي وكلية صفد، كذلك في جامعات خارج البلاد مثل جامعات الدول: رومانيا، ألمانيا، إيطاليا وروسيا.
في القرية قاعتان للرياضة تجمع شباب القرية بفعاليات رياضية واجتماعية عديدة ومتنوعة.

## حادثة حرق المسجد
في 2011، تعرض مسجد في القرية للحرق فيما يُعتقد أنه يقع ضمن سياسة دفع الثمن، وأثارت الكثير من الانتباه وردود الفعل من قبل السلطات الإسرائيلية.

## أعلام
- أميرة الهيب